# Wesselburenerkoog
Wesselburenerkoog er en landsby og kommune i det nordlige Tyskland, beliggende i Amt Büsum-Wesselburen under Kreis Dithmarschen. Kreis Dithmarschen ligger i den sydvestlige del af delstaten Slesvig-Holsten.

## Geografi
Kogen blev dannet ved inddæmning i 1862. Kommunen blev oprettet i 1934 af en del af Kirchspielslandgemeinde Wesselburen og havde dengang 313 indbyggere. Wesselburenerkoog ligger ved Ejderens udmunding i Nordsøen ved den sydlige ende af Ejderdæmningen. Til de inddæmmede områder hører Hundeknöll, der er det officielle endepunkt af Eidersperrwerk.
En del af naturschutzgebietet Dithmarscher Eiderwatt ligger i kommunen.